# Sveriges herrlandslag i handboll i olympiska sommarspelen 2000
OS-truppen 2000

## OS-truppen 2000
Förbundskapten: Bengt ”Bengan” Johansson
- Tomas Svensson, FC Barcelona
- Peter Gentzel, BM Granollers
- Thomas Sivertsson, BM Granollers
- Magnus Andersson, HK Drott
- Martin Boquist, Redbergslids IK
- Mathias Franzén, Redbergslids IK
- Andreas Larsson, HSG Nordhorn
- Martin Frändesjö, Montpellier
- Stefan Lövgren, THW Kiel
- Ola Lindgren, HSG Nordhorn
- Staffan Olsson, THW Kiel
- Mattias Andersson, HK Drott
- Johan Pettersson, IK Sävehof
- Pierre Thorsson, VfL Bad Schwartau
- Magnus Wislander, THW Kiel
- Ljubomir Vranjes, BM Granollers